# Lyle Lovett
Pour les articles homonymes, voir Lovett.
Lyle Pearce Lovett (né le 1er novembre 1957 à Klein, Texas) est un chanteur-compositeur américain. Il a aussi joué dans plusieurs films.

## Biographie
Il a été marié à l'actrice Julia Roberts de 1993 à 1995.

## Discographie
- 2009 :  Natural Forces (novembre 2009)
- 2007 : It's not Big, it's Large (2007)
- 2003 :  My Baby Don't Tolerate (septembre 2003)
- 2003 :  Smile (février 2003)
- 2001 :  Anthology, Vol. 1: Cowboy Man (octobre 2001)
- 2000 :  Dr. T & the Women (octobre 2000)
- 1999 :  Live In Texas (juin 1999)
- 1998 :  Step Inside This House (septembre 1998)
- 1996 :  The Road To Ensenada (juin 1996)
- 1994 :  I Love Everybody (septembre 1994)
- 1992 :  Joshua Judges Ruth (mars 1992)
- 1989 :  Lyle Lovett and His Large Band (janvier 1989)
- 1988 :  Pontiac (janvier 1988)
- 1986 :  Lyle Lovett (1986)

## Filmographie non exhaustive
- 1992 : The Player, de Robert Altman (Detective DeLongpre)
- 1993 : Short Cuts, de Robert Altman (Andy Bitkower)
- 1994 : Prêt-à-porter, de 1997 Fear & Loathing in Las Vegas Robert Altman (Clint Lammeraux)
- 1996 : Bastard Out of Carolina d'Anjelica Huston
- 1998 : Sexe et autres complications, de Don Roos (Sheriff Carl Tippett)
- 1999 : Cookie's Fortune, de Robert Altman (Manny Hood)
- 2002 : Le Nouveau, de Ed Decter (Bear Harrison)
- 2003 : Sound Stage  avec Mark Isham et Randy Newman (DVD d'un spectacle live)
- 2007 : Brothers & sisters, saison 2 épisode 8 (lui-même)
- 2008 : Walk Hard - L'histoire de Dewey Cox, de Jake Kasdan (lui-même)
- 2011 : Castle, saison 3 épisode 9 (Agent spécial du gouvernement)
- 2014 : Angels sings de Tim McCanlies (Griffin)
- 2020 : Blue Bloods, saison 10 épisode 14 (Waylon Gates)